# Louisa Aldrich-Blake
Louisa Aldrich-Blake   (Chingford, 15 d'agost de 1865 - Londres, 28 de desembre de 1925) fou una de les primeres dones angleses a entrar en el món de la medicina; també una de les primeres a fer visible el seu lesbianisme.

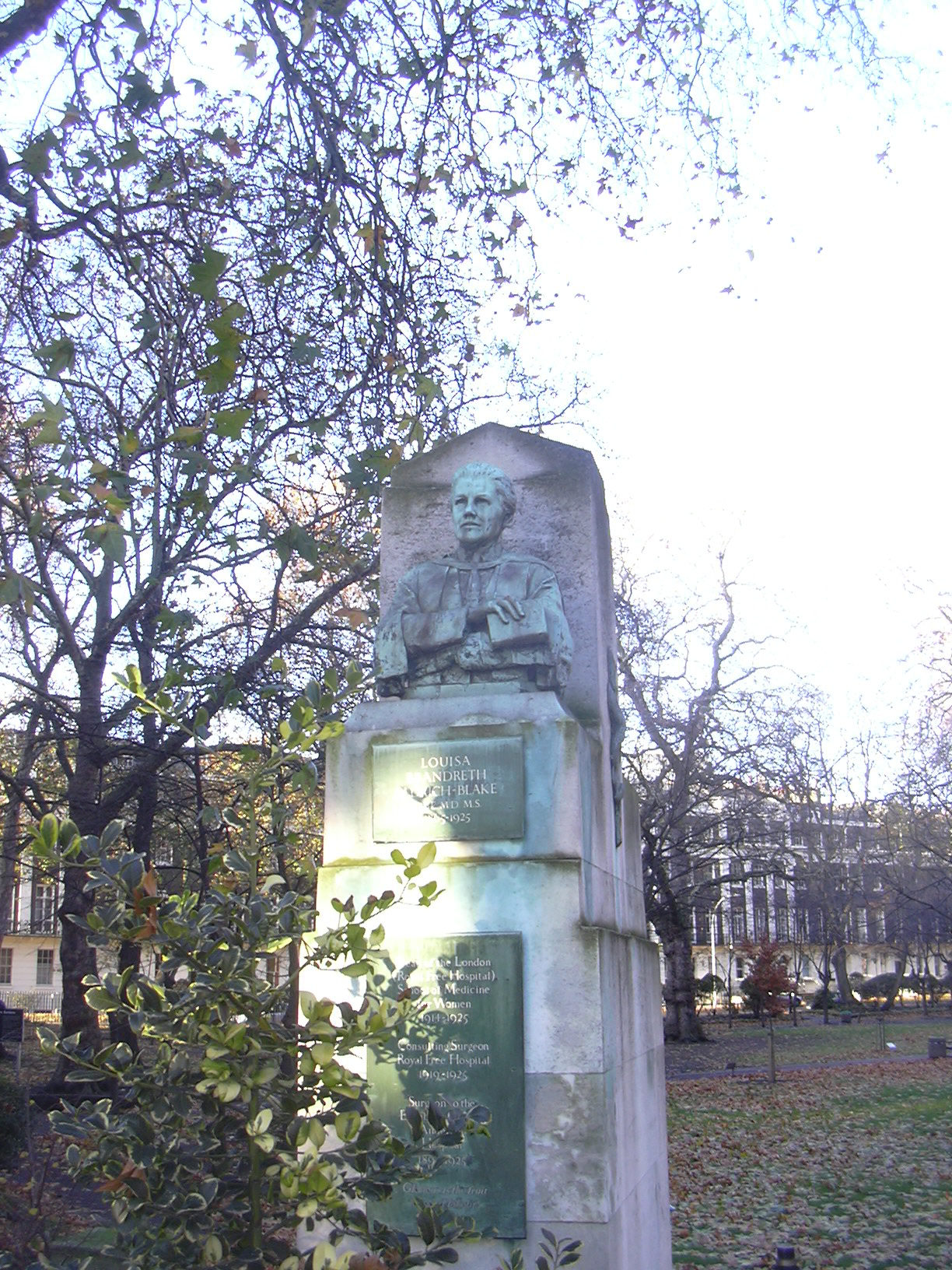
Memorial a Tavistock Square

Nasqué a Chingford, Essex, filla d'un rector, i es traslladà amb la família a Welsh Bicknor. El 1893, es llicencià en l'Escola de Medicina per a Dones del Reial Hospital Free. Després passà a la Universitat de Londres per a accedir als graus de Medicina i Cirurgia, i fou la primera anglesa que obtingué un màster de Cirurgia.

## Carrera
En el Royal Free Hospital, fou la primera secretària quirúrgica i també hi actuà com a anestesista. Durant la Primera Guerra Mundial, bona part de l'equip quirúrgic masculí es desplegà en el servei exterior i és per això que la Dra. Aldrich-Blake arribà a ser cirurgiana consultora de l'hospital. Va ser la primera a realitzar operacions de càncer de coll de l'úter i de recte.

## Acadèmia
Aldrich-Blake es dedicà a la formació d'estudiants de l'Escola de Medicina per a Dones del Reial Hospital Free. El 1914, fou degana de la facultat.
El 1924, la feren dama comanadora de l'Orde de l'Imperi Britànic.
Llegat
La Col·lecció Louisa Brandreth Aldrich-Blake es troba en el Centre d'Arxius Royal Free Hospital. I hi ha una estàtua en honor seu a Tavistock Square, Londres.
1. ↑  emily Hamer. 1996. Britannia's glory: a history of twentieth-century lesbians. Women on women. Editor Cassell, 227 pp. ISBN 0304329649
2. ↑  London Gazette Issue 33007, publicat el 30 de desembre 1924.

Enllaços externs
- Genesis Women's History arxive index entry for Royal Free Hospital Collection. Arxivat 2012-02-05 a Wayback Machine.
- Wellcome Library hòldings of arxive material. Arxivat 2006-09-26 a Wayback Machine.
- Oxford Dictionary of National Biography Index.